# My Love, Forgive Me (Amore, scusami)
My Love, Forgive Me (Amore scusami) è un album discografico di Ray Anthony, pubblicato dalla casa discografica Capitol Records nel 1964.
Tutti i brani, eccetto My Love, Forgive Me e Sabor ami, erano già stati pubblicati nell'album Anthony Italiano (1959).

## Tracce
Lato A
1. My Love, Forgive Me (Amore, scusami) – 2:08 (Gino Mescoli, Vito Pallavicini) – Registrato il 23 dicembre 1964 al Capitol Tower Studios di Hollywood, California
2. Carnival of Venice – 2:09 (Tradizionale; arrangiamento Ray Anthony, Kirk Patrick, Don Simpson) – Registrato il 22 agosto 1958 al Capitol Tower Studios di Hollywood, California
3. La paloma – 2:30 (Tradizionale; arrangiamento Ray Anthony, Kirk Patrick, Don Simpson) – Registrato il 22 agosto 1958 al Capitol Tower Studios di Hollywood, California
4. Rimpianto (Toselli's Serenade) – 2:19 (Tradizionale; arrangiamento Ray Anthony, Kirk Patrick) – Registrato il 22 agosto 1958 al Capitol Tower Studios di Hollywood, California
5. O'marenarillo – 2:25 (Tradizionale; arrangiamento Ray Anthony, Phil Scott) – Registrato il 18 agosto 1958 al Capitol Tower Studios di Hollywood, California
6. O Maria – 2:22 (Tradizionale; arrangiamento Ray Anthony, Phil Scott) – Registrato il 22 agosto 1958 al Capitol Tower Studios di Hollywood, California

Lato B
1. Sabor ami (Be True to Me) – 2:18 (Alvaro Carrillo) – Registrato il 23 dicembre 1964 al Capitol Tower Studios di Hollywood, California
2. Arrivederci, Roma – 2:05 (Renato Rascel, Pietro Garinei, Sandro Giovannini) – Registrato il 18 agosto 1958 al Capitol Tower Studios di Hollywood, California
3. Villa Capri – 2:14 (Louis Castelucci) – Registrato il 22 agosto 1958 al Capitol Tower Studios di Hollywood, California
4. Amore mio – 2:28 (Mario Panzieri, Virgilio Ripa, Lester Judson) – Registrato il 18 agosto 1958 al Capitol Tower Studios di Hollywood, California
5. O sole mio – 2:14 (Tradizionale; arrangiamento Ray Anthony, Kirk Patrick) – Registrato il 22 agosto 1958 al Capitol Tower Studios di Hollywood, California
6. Santa Lucia – 2:25 (Tradizionale; arrangiamento Ray Anthony, Phil Scott, Don Simpson) – Registrato il 18 agosto 1958 al Capitol Tower Studios di Hollywood, California

## Musicisti
Carnival of Venice / La paloma / Rimpianto (Toselli's Serenade) / O'marenarillo / O Maria / Arrivederci, Roma / Villa Capri / Amore mio / O sole mio / Santa Lucia
- Ray Anthony - tromba
- Pete Candoli - tromba
- Gene Duermeyer - tromba
- Conrad Gozzo - tromba
- Jack Laubach - tromba
- Frank Lane - trombone
- Dick Nash - trombone
- Lloyd Ulyate - trombone
- Ken Shroyer - trombone basso
- Gus Bivona - sassofono alto, clarinetto
- Willie Schwartz - sassofono alto, clarinetto
- Bob Hardaway - sassofono tenore
- Plas Johnson - sassofono tenore
- Med Flory - sassofono baritono
- Ann Mason Stockton- arpa
- Paul Smith - pianoforte
- Al Hendrickson - chitarra
- Don Simpson - contrabbasso
- Alvin Stoller - batteria
- Lou Singer - percussioni
- Sconosciuto - arrangiamenti

My Love, Forgive Me (Amore, scusami) / Sabor ami (Be True to Me)
- Ray Anthony - tromba, conduttore orchestra
- Componenti orchestra non accreditati